# Ipomoea noctulifolia
Ipomoea noctulifolia är en vindeväxtart som beskrevs av G.D. Mcpherson. Ipomoea noctulifolia ingår i släktet praktvindor, och familjen vindeväxter. Inga underarter finns listade i Catalogue of Life.